# Elecciones presidenciales de Corea del Sur de 1967
Las elecciones presidenciales de Corea del Sur se llevaron a cabo el 3 de mayo de 1967. El resultado fue una cómoda victoria para el presidente incumbente, Park Chung-hee, que obtuvo su reelección con el 51.4% de los votos, derrotando a Yun Bo-seon. La participación fue del 83.6% del electorado. Park triunfó en todas las provincias del Este del país, mientras que Bo-seon triunfó en el Oeste, exceptuando en la isla de Jeju, donde también ganó Park.

## Resultados

### General
| Candidato                          | Partido                              | Votos      | %    |
| ---------------------------------- | ------------------------------------ | ---------- | ---- |
| Park Chung-hee                     | Partido Democrático Republicano      | 5.688.666  | 51.4 |
| Yun Bo-seon                        | Nuevo Partido Democrático            | 4.526.541  | 40.9 |
| Oh Chaeo-yong                      | Partido de Unificación de Corea      | 264.533    | 2.4  |
| Kim Chun-yon                       | Partido Popular                      | 248.369    | 2.2  |
| Chon Chin-han                      | Partido de la Independencia de Corea | 232.179    | 2.1  |
| Lee Se-chin                        | Partido de la Justicia               | 98.433     | 0.9  |
| Votos en blanco/anulados           | Votos en blanco/anulados             | 586.494    | –    |
| Total                              | Total                                | 11.645.215 | 100  |
| Votantes registrados/participación | Votantes registrados/participación   | 13.935.093 | 83.6 |
| Fuente: Nohlen et al               |                                      |            |      |

### Por provincia
| Provincia o ciudad | Park Chung Hee | Park Chung Hee | Yun Bo-seon | Yun Bo-seon | Oh Jae-young | Oh Jae-young | Kim Jun-yeon | Kim Jun-yeon | Chun Jin-han | Chun Jin-han | Lee Se-jin | Lee Se-jin | Total     | Total |
| Provincia o ciudad | Votos          | %              | Votos       | %           | Votos        | %            | Votos        | %            | Votos        | %            | Votos      | %          | Total     | Total |
| ------------------ | -------------- | -------------- | ----------- | ----------- | ------------ | ------------ | ------------ | ------------ | ------------ | ------------ | ---------- | ---------- | --------- | ----- |
| Seúl               | 595,513        | (45.2%)        | 675,716     | (51.3%)     | 11,447       | (0.9%)       | 13,142       | (1.0%)       | 14,242       | (1.1%)       | 7,635      | (0.6%)     | 1,317,695 |       |
| Gyeonggi           | 525,676        | (41.0%)        | 674,964     | (52.6%)     | 22,383       | (1.7%)       | 23,248       | (1.8%)       | 25,306       | (2.0%)       | 11,029     | (0.9%)     | 1,282,606 |       |
| Gangwon            | 429,589        | (51.3%)        | 349,807     | (41.7%)     | 18,211       | (2.2%)       | 17,757       | (2.1%)       | 15,400       | (1.8%)       | 7,310      | (0.9%)     | 838,074   |       |
| Chungcheong        | 489,516        | (45.4%)        | 505,076     | (46.8%)     | 17,662       | (1.6%)       | 27,295       | (2.5%)       | 28,809       | (2.7%)       | 10,560     | (1.0%)     | 1,078,918 |       |
| Chungbuk           | 269,830        | (46.6%)        | 252,469     | (43.6%)     | 15,058       | (2.6%)       | 14,526       | (2.5%)       | 20,345       | (3.5%)       | 7,114      | (1.2%)     | 579,342   |       |
| Jeolla             | 652,847        | (44.6%)        | 682,622     | (46.6%)     | 42,249       | (2.9%)       | 46,721       | (3.2%)       | 28,156       | (1.9%)       | 11,774     | (0.8%)     | 1,464,369 |       |
| Jeonbuk            | 392,037        | (45.0%)        | 451,611     | (51.9%)     | 21,527       | (2.5%)       | 23,945       | (2.8%)       | 28,943       | (3.3%)       | 8,325      | (1.0%)     | 870,344   |       |
| Busan              | 338,135        | (64.2%)        | 164,077     | (31.2%)     | 9,922        | (1.9%)       | 6,866        | (1.3%)       | 4,556        | (0.9%)       | 3,028      | (0.6%)     | 526,584   |       |
| Gyeongnam          | 838,426        | (68.6%)        | 281,545     | (23.0%)     | 45,325       | (3.7%)       | 30,740       | (2.5%)       | 16,065       | (1.3%)       | 9,895      | (0.8%)     | 1,221,996 |       |
| Gyeongbuk          | 1,083,939      | (64.0%)        | 447,082     | (26.4%)     | 56,328       | (3.3%)       | 40,884       | (2.4%)       | 45,482       | (2.7%)       | 19,647     | (1.2%)     | 1,693,362 |       |
| Jeju               | 73,158         | (56.5%)        | 41,572      | (32.1%)     | 4,421        | (3.4%)       | 3,245        | (2.5%)       | 4,875        | (3.8%)       | 2,116      | (1.6%)     | 129,387   |       |